# Hanneke Niens
 (octobre 2018).
Hanneke Niens, née le 10 octobre 1965 à La Haye, est une productrice et entrepreneuse néerlandaise.

## Biographie
Hanneke Niens crée l'entreprise de production KeyFilm avec le producteur Hans de Wolf.

## Filmographie
- 2001 : Family de Willem van de Sande Bakhuyzen
- 2002 : De tweeling de Ben Sombogaart[3]
- 2003 : Cloaca de Willem van de Sande Bakhuyzen[4]
- 2003 : Godforsaken de Pieter Kuijpers[5]
- 2004 : Zinloos d'Arno Dierickx[6]
- 2004 : Amazones d'Esmé Lammers[7]
- 2005 : Live! de Willem van de Sande Bakhuyzen et Jean van de Velde[8]
- 2006 : Eilandgasten de Karim Traïdia[9]
- 2006 : L'Élu de Theu Boermans
- 2006 : Ik omhels je met 1000 armen de Willem van de Sande Bakhuyzen[10]
- 2008 : Le Piège américain de Mischa Kamp[11]
- 2008 : Bride Flight de Ben Sombogaart[12]
- 2009 : Bollywood Hero de Diederik van Rooijen[13]
- 2009 : Maite was hier de Boudewijn Koole[14]
- 2010 : This is My Picture When I Was Dead de Mahmoud al Massad
- 2011 : Nadia Ticks de Laetitia Schoofs
- 2011 : Coup de grâce de Clara van Gool[15]
- 2011 : One False Move de Clara van Gool[16]
- 2012 : Bowy is Inside d'Aniëlle Webster[17]
- 2012 : Silent City de Threes Anna[18]
- 2013 : Soof d'Antoinette Beumer[19]
- 2014 : Nena de Saskia Diesing[20]
- 2015 : Erbarme dich - Matthäus Passion Stories de Ramon Gieling
- 2015 : Ventoux de Nicole van Kilsdonk[21]
- 2015 : Le Chanteur de Gaza de Hany Abu-Assad[22]
- 2016 : Soof 2 d'Esmé Lammers[23]
- 2016 : Kamp Holland de Boris Paval Conen[24]
- 2016 : Beyond Sleep de Boudewijn Koole[25]
- 2017 : Tamu de Bobbie Koek
- 2018 : Craving de Saskia Diesing
- 2018 : Dorst de Saskia Diesing[26]

## Crédit d'auteurs
- (nl) Cet article est partiellement ou en totalité issu de l’article de Wikipédia en néerlandais intitulé « Hanneke Niens » (voir la liste des auteurs).